# Agguato della bottiglieria di via Millio
L'agguato della bottiglieria di via Millio fu uno scontro a fuoco, avvenuto a Torino venerdì 9 marzo 1979 all'interno e nei pressi di un bar-bottiglieria sito in Via Francesco Millio, tra alcuni agenti di polizia, attirati con un trucco all'interno del locale, e un gruppo di fuoco dell'organizzazione terroristica Prima Linea, composto da quattro uomini e una donna. I componenti del gruppo terroristico, intenzionati ad uccidere alcuni agenti delle forze dell'ordine per vendicare la morte avvenuta in un precedente scontro a fuoco di due militanti dell'organizzazione, scatenarono un confuso conflitto a fuoco che provocò il ferimento di un agente di polizia, di uno dei terroristi (colpito per errore dai suoi stessi compagni) e la morte accidentale del giovane Emanuele Iurilli, uno studente di 18 anni, trovatosi occasionalmente sul luogo dello scontro e raggiunto da pallottole vaganti esplose dai componenti del commando.
Il conflitto a fuoco, avvenuto in un periodo caratterizzato da quasi quotidiane violenze terroristiche a Torino, innalzò ulteriormente la tensione in città e diffuse l'insicurezza tra la popolazione.

## Storia

### Antefatti e contesto
Agli inizi del 1979 la città di Torino, altamente industrializzata e con una forte base operaia e comunista, era ormai divenuta il campo di battaglia principale della maggior parte delle organizzazioni di lotta armata di estrema sinistra; il susseguirsi di attentati, scontri a fuoco, manifestazioni di protesta diffusa, aveva creato un'atmosfera di forte tensione ed insicurezza nella cittadinanza e grande preoccupazione nelle forze politiche. Oltre alla pericolosa colonna torinese delle Brigate Rosse, attiva da anni in città e artefice di una lunga serie di atti di criminalità politica, in questa fase anche l'organizzazione terroristica Prima Linea, potenziò, grazie ad una forte crescita numerica ed all'attivismo militare dei suoi militanti, la sua presenza nella città di Torino, agendo con una estrema carica di violenza e di radicalità sociale.

Il corpo del terrorista di Prima Linea Matteo Caggegi, ucciso dalla polizia nel conflitto a fuoco del bar dell'Angelo a Torino il 28 febbraio 1979.

In risposta alle iniziative del PCI torinese per diffondere consenso sociale e favorire la partecipazione dei cittadini alla lotta contro il terrorismo politico, il nucleo di Prima Linea di Torino cercò di colpire il 28 febbraio 1979 il consigliere comunista Michele Zaffino, impegnato nel quartiere di Madonna di Campagna ad organizzare la distribuzione di questionari alla popolazione per richiedere informazioni ed anche aiuto concreto per favorire l'identificazione e la cattura dei terroristi. L'azione dei militanti di Prima Linea però terminò in un disastro: una parte del nucleo di fuoco, composto da quattro militanti guidati da Fabrizio Giai (nome di battaglia "Ivan", uno dei principali capi dell'organizzazione a Torino), venne colto di sorpresa all'interno di un bar in piazza Stampalia (il bar "dell'Angelo") da agenti di polizia allertati da un tabaccaio allarmato dalla presenza di giovani sconosciuti che avevano acquistato nel suo negozio delle maschere di carnevale, ed i due terroristi presenti nel locale, Barbara Azzaroni "Carla" e Matteo Caggegi "Charlie", rimasero uccisi dopo un violento scontro a fuoco.
Fabrizio Giai e l'altro componente del gruppo, presenti all'esterno del bar dell'Angelo, dopo aver assistito senza poter intervenire al tragico fatto di sangue, riuscirono a sfuggire su un'auto e, fortemente scossi emotivamente dai fatti, rientrarono in una base dell'organizzazione diffondendo la notizia della morte dei due militanti. La morte di Caggegi e della Azzaroni, che provocò una forte reazione emotiva di rabbia della base giovanile di estrema sinistra di Torino, innescò quindi la violenta reazione degli altri militanti che, sconvolti dall'accaduto, decisero di vendicare subito i compagni caduti organizzando un sanguinoso attacco alle forze dell'ordine. Dopo aver progettato inizialmente di colpire i componenti di un'auto della DIGOS, i militanti di Prima Linea adottarono il piano di Maurice Bignami "Davide", che, legato sentimentalmente alla Azzaroni e quindi particolarmente scosso dalla sua morte, sollecitò l'immediata risposta e propose un vero e proprio agguato ad una pattuglia della polizia in un locale di Via Millio, vicino a Corso Racconigi.

### L'agguato e la morte di Emanuele Iurilli

La vetrata della bottiglieria di Via Millio 64, devastata dai proiettili esplosi durante il conflitto a fuoco

Il 9 marzo 1979 cinque componenti di Prima Linea quindi passarono all'azione organizzando in modo improvvisato l'agguato nella bottiglieria di Via Millio 64/A, in Borgo San Paolo : intorno alle 13.40 Bruno La Ronga (nome di battaglia "Andrea", considerato all'interno dell'organizzazione un esperto di armi), Maurice Bignami, Fabrizio Giai e Giancarlo Scotoni "Roberto" entrarono nel locale armi in pugno e presero possesso della bottiglieria, dopo aver trasferito sul retro la gente presente, cercando di evitare il panico. Subito dopo La Ronga uscì dal locale e, armato di pistola, si affiancò come copertura all'esterno alla sua compagna Silveria Russo "Laura", armata con un mitra Sten, vicino alla Fiat 131 usata per l'azione in cui era disponibile un fucile d'assalto Kalašnikov. Bignami "Davide" e Giai "Ivan" si posizionarono invece dietro il bancone all'interno della bottiglieria; Bignami si finse barista, mentre Giai si nascose dietro la macchina del caffè; Giai era armato con un mitra Sten e una P38 e Bignami aveva una pistola, mentre Scotoni, con un fucile a pompa, rimase sul retro del locale per controllare la gente che fu fatta sdraiare a terra.
Il piano architettato dai componenti di Prima Linea prevedeva che gli agenti di un'auto della polizia sarebbero stati attirati all'interno della bottiglieria con una telefonata fittizia e che, dopo l'arrivo dei poliziotti nel locale, sarebbe stato immediatamente aperto il fuoco per uccidere da parte di Bignami e Giai, mentre La Ronga e Russo sarebbero eventualmente intervenuti all'esterno per colpire i militi che fossero rimasti fuori o che si fossero accorti del pericolo. Bignami quindi fece la telefonata alla questura lamentando la presenza di un ladro di autoradio all'interno del locale e richiedendo in tono eccitato l'intervento in aiuto di un'auto della polizia. Per 40 minuti i cinque terroristi attesero l'arrivo dell'auto della polizia; all'interno del locale Bignami e Giai, in un'atmosfera di grande tensione, avevano già provveduto a mettere a terra il volantino di rivendicazione predisposto in anticipo sulla vicenda di Caggegi e Azzaroni.

L'interno della bottiglieria di Via Millio, visto attraverso la vetrata esterna

Alle ore 14.20 arrivò l'auto della polizia ed il primo agente, l'appuntato Gaetano D'Angiullo, entrò nella bottiglieria chiedendo informazioni al bancone riguardo alla chiamata telefonica; Bignami, senza neppure rispondere, iniziò subito a sparare con eccessiva precipitazione e colpì l'appuntato all'addome ferendolo in modo grave, mentre Giai entrò in azione in ritardo e sparò a sua volta quattro colpi con lo Sten verso il poliziotto senza colpirlo. L'appuntato D'Angiullo cadde all'indietro fuori dalla porta del locale, mentre il secondo agente, che non era ancora entrato, rispose al fuoco esplodendo alcune raffiche con il suo mitra M12 attraverso la vetrata del bar in direzione di Giai, provocando danni al bancone, ma mancando il bersaglio. Si accese quindi un violento scontro a fuoco tra l'agente con l'M12 e Giai e Bignami all'interno del locale, mentre Scotoni, preso dal panico non utilizzò il suo fucile a pompa.
Contemporaneamente aprirono anche il fuoco all'esterno del locale l'autista dell'auto della polizia e La Ronga e Russo: lo scontro fu caratterizzato dalla confusione e dall'emotività dei terroristi, da un grande volume di fuoco e dalle numerose pallottole vaganti. "Andrea" venne raggiunto per errore da quattro pallottole esplose dalla Russo con lo Sten, rimase ferito alle ginocchia e al polso, ma continuò a sparare con la pistola e riuscì a trascinarsi fino alla Fiat 131 dove prese il Kalašnikov e riaprì il fuoco a raffica verso i poliziotti A questo punto Giai, che si era gettato a terra e il cui Sten si era inceppato, avvertito dalle grida di La Ronga del suo ferimento, prese il fucile a pompa di Scotoni e uscì di corsa fuori dal locale esplodendo una serie di colpi e avvicinandosi ad "Andrea" per soccorrerlo.

Il giovane studente Emanuele Iurilli, ucciso per errore dal fuoco dei terroristi mentre tornava a casa

Dalle testimonianze sembrerebbe che i due agenti superstiti ripiegarono al coperto abbandonando l'M12 e i terroristi riuscirono ad uscire dal locale; La Ronga era semisvenuto e Bignami e la Russo apparivano sconvolti, mentre Giai guidò la fase di fuga. Recuperò il mitra della polizia e la pistola dell'appuntato D'Angiullo, ed, essendo la Fiat 131 fortemente danneggiata dai colpi d'arma da fuoco, prese una auto Simca parcheggiata lì vicino con le chiavi dentro dove fuggirono Bignami e la Russo mentre "Ivan" e Scotoni caricarono La Ronga ferito sull'auto della polizia e fuggirono su quella macchina che, avendo le due gomme posteriori bucate, non poteva viaggiare velocemente. Il Kalašnikov e la pistola di La Ronga rimasero abbandonate sul terreno.
Mentre si svolgevano le ultime e concitate fasi dello scontro a fuoco, era già caduto a terra, colpito da pallottole vaganti, Emanuele Iurilli, un giovane studente di 18 anni che, essendo residente proprio in Via Millio 64 (di fianco alla bottiglieria) stava tornando a casa dopo la scuola. Dalle ricostruzioni effettuate dopo i fatti risultò che il giovane venne verosimilmente colpito mortalmente, poco dopo aver girato l'angolo della strada per raggiungere la sua abitazione, dalle raffiche partite dal Kalašnikov di La Ronga, che in effetti subito dopo ammise la responsabilità con i suoi compagni. Il giovane Iurilli, nonostante il tentativo di ripararsi sotto un'auto, venne colpito gravemente al petto e morì durante il trasporto in ambulanza verso l'ospedale "Molinette".

### Fuga dei terroristi

Maurice Bignami, "Davide", il compagno di Barbara Azzaroni e uno dei militanti più importanti di Prima Linea.

La fuga dei terroristi di Prima Linea dal luogo dello scontro a fuoco si sviluppò in modo drammatico e rocambolesco; Fabrizio Giai, sulla volante della polizia con a bordo Scotoni e La Ronga seriamente ferito, raggiunse inizialmente, dopo un percorso tortuoso, Piazza Sabotino dove decise di abbandonare l'auto danneggiata in mezzo alla gente del mercato e dove costrinse un taxista, minacciandolo con il fucile a pompa, a farli salire sul suo mezzo e portarli al sicuro. Dopo molti giri, Giai guidò il taxista fino a Via Susa 16 dove era situato un covo di Prima Linea; La Ronga fu trasportato in casa da una complice presente nell'appartamento (Maria Teresa Conti, "Laura") e da Scotoni. Fabrizio Giai invece ripartì con l'impaurito taxista e le armi, e dopo aver terrorizzato il taxista con minacce di morte nel caso avesse rivelato l'accaduto alle forze dell'ordine, raggiunse prima Via Frejus, dove abbandonò il taxi e quindi, a piedi e con le armi nascoste sommariamente, arrivò a Via Cesana nell'appartamento dove erano già riparati Maurice Bignami e Silveria Russo.

Bruno La Ronga, "Andrea", rimase ferito durante lo scontro a fuoco di via Millio.

A causa dell'esito disastroso dell'attacco di Via Millio, due dirigenti di Prima Linea del cosiddetto "Comando Nazionale" (Sergio Segio "Sirio" e Marco Donat-Cattin "Alberto") arrivarono a Torino da Milano per gestire la situazione: venne diramato un retorico comunicato che imputava la colpa della morte di Emanuele Iurilli alla polizia ed esaltava la rappresaglia mentre nei giorni seguenti Segio organizzò il trasporto a Milano del ferito Bruno La Ronga su un furgone e con forte scorta armata per metterlo al sicuro e per le cure mediche.
La tragica sequenza di fatti di sangue aperta dallo scontro del bar dell'Angelo non si interruppe però con gli eventi di Via Millio e la morte del giovane Iurilli; in estate i componenti di Prima Linea di Torino decisero di organizzare un'ulteriore vendetta. Sulla base di informazioni erronee e scarsamente verificate, Fabrizio Giai ritenne di aver individuato nel proprietario del bar dell'Angelo, Carmine Civitate, l'autore della segnalazione alla polizia. Venne quindi organizzato un nuovo agguato, soprattutto su pressione di Giai e Bignami. Il 18 luglio 1979 un gruppo di fuoco di Prima Linea, formato da Bignami, Donat-Cattin, Giai, Michele Viscardi "Matteo" e Roberto Sandalo "Franco", uccise a colpi di pistola Carmine Civitate. Solo in seguito divenne evidente che in realtà il proprietario del bar dell'Angelo non era stato affatto coinvolto e che l'autore della segnalazione alle forze dell'ordine era stato il proprietario della tabaccheria vicino.
La serie di eventi di criminalità politica si caratterizzarono per la forte carica di violenza, legata anche a sentimenti e passioni personali, da spirito di vendetta, da un "giustizialismo sommario", paradigmatici della cruenta fase del cosiddetto "terrorismo diffuso" vissuta dalla città di Torino e dalle altre città italiane afflitte dal fenomeno negli ultimi anni settanta.
Entro il 1980-1981 l'organizzazione Prima Linea, disgregata anche da contrasti interni, venne quasi completamente distrutta dalle forze dell'ordine e, grazie anche alla collaborazione di numerosi terroristi che ammisero le loro colpe e favorirono le indagini, la maggior parte degli autori dei fatti di sangue furono arrestati e condannati a pene detentive. Tutti i componenti del gruppo di fuoco di Via Millio furono arrestati e processati, in sede dibattimentale Fabrizio Giai (dissociatosi e già autore nel maggio 1980 di un appello a favore dell'abbandono della lotta armata) descrisse nei particolari i fatti del bar dell'Angelo e della bottiglieria e le successive vicende di Prima Linea.

## Commemorazione

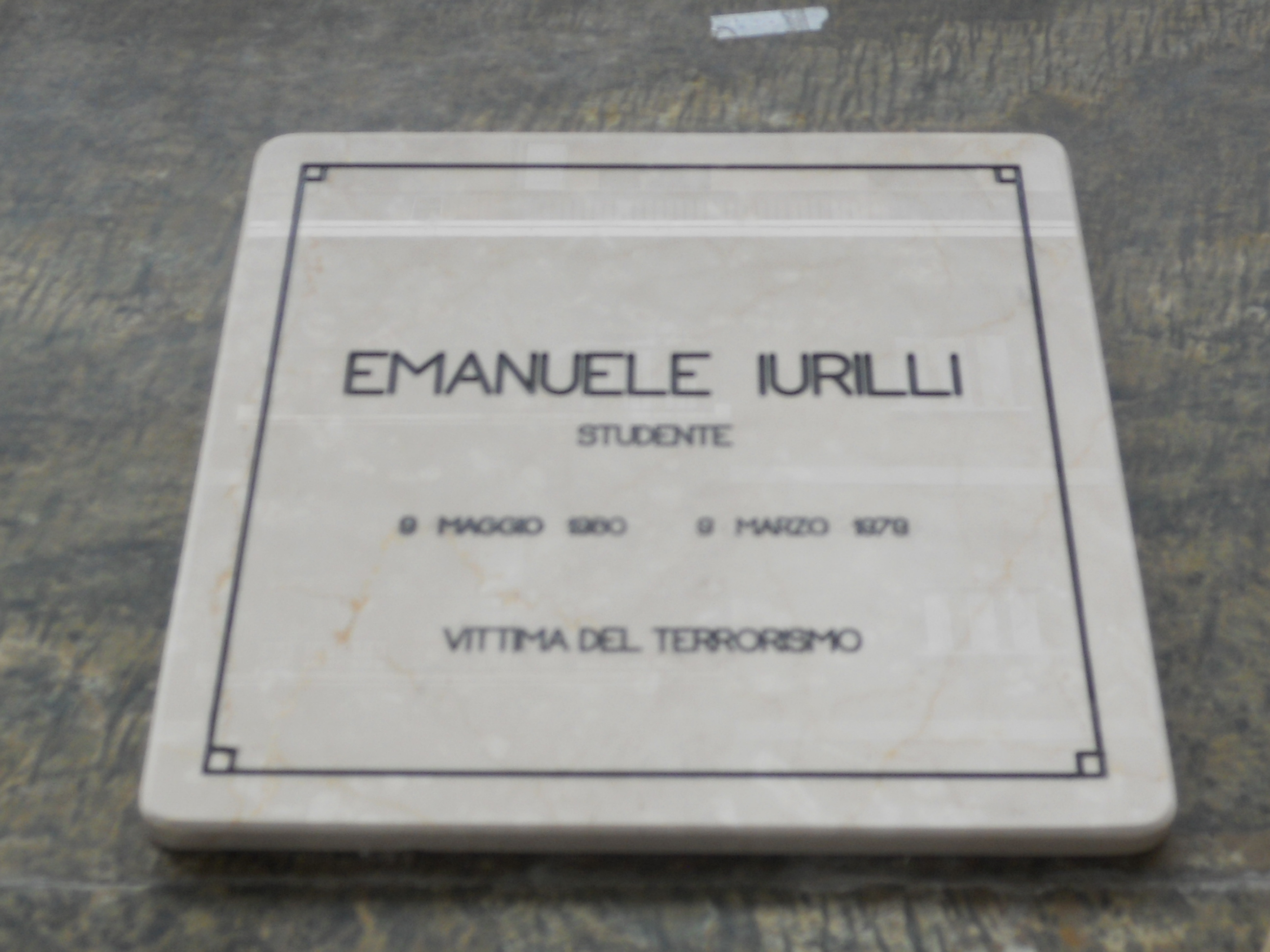
Targa dedicata ad Emanuele Iurilli in via Millio

Il 6 giugno 2014, a trentacinque anni di distanza dai tragici fatti, in via Millio 64 è stata apposta una targa, a cura dell'Associazione italiana vittime del terrorismo, per ricordare lo studente Emanuele Iurilli, nel luogo esatto dove egli cadde colpito dai proiettili.